# Alojzij Duščak
Alojzij Duščak, né le 2 janvier 1974, à Ljubljana, en République socialiste de Slovénie, est un ancien joueur slovène de basket-ball. Il évolue durant sa carrière au poste d'arrière.

## Palmarès
- Coupe de Slovénie 1997, 1998, 1999, 2000